# TUIfly Nordic
TUIfly Nordic (f.d. Britannia Airways) är ett svenskt charterflygbolag som ingår i världens största charterflygbolagsgrupp, TUI Airlines som ägs av TUI. Där ingår även TUI Airways i England, TUIfly i Tyskland, TUI Fly i Belgien, TUI Fly i Holland. Den kombinerade flygplansflottan för TUI Airlines består av drygt 150 flygplan.
TUIfly Nordic har inte några egna reguljära linjer utan flyger på uppdrag för TUI Airways tidigare  Fritidsresegruppen i Norden och har fyra flygplan (Sex på vintern) samt cirka 600 anställda. Under 2013 reste cirka 1 352 657 passagerare med TUIfly Nordic. 
Bolaget har huvudkontor i Stockholm. De har besättningsbaser i Stockholm och Göteborg. 
Tuifly Nordic hette från början Transwede, senare Blue Scandinavia och innan namnbyte till TUIfly Nordic hette bolaget Britannia Nordic.

## Flotta
I maj 2022 består TUIfly Nordics flotta av följande flygplan:
| Flygplan       | Antal | Order | Passagerare | Passagerare | Passagerare | Noteringar             |
| Flygplan       | Antal | Order | P           | E           | Total       | Noteringar             |
| -------------- | ----- | ----- | ----------- | ----------- | ----------- | ---------------------- |
| Boeing 737 MAX | 3     | 0     | —           | 189         | 189         | SE-RND, SE-RNE, SE-RNF |
| Boeing 787-9   | 1     |       | 63          | 402         | 465         | SE-RFZ                 |
| Totalt         | 5     |       |             |             |             |                        |

Historiskt:
| Flygplan       | Antal | Order | Passagerare | Passagerare | Passagerare | Noteringar           |
| Flygplan       | Antal | Order | P           | E           | Total       | Noteringar           |
| -------------- | ----- | ----- | ----------- | ----------- | ----------- | -------------------- |
| Boeing 767-300 | 3     |       | —           | 328         | 328         | SE-RFR SE-RNC SE-RFS |
| Totalt         | 3     |       |             |             |             |                      |

TUIfly Nordic har under de senaste vintersäsongerna låtit TUI UK sköta en del av sina långdistansflygningar, bl.a. till Barbados, Kenya och Thailand.
Under vintersäsongen 2014/2015 har Thomson Airways och TUIfly Nordic tillsammans skött TUIfly Nordics långdistansflygningar. TUIfly Nordic har flugit med sina två Boeing 767 och Thomson Airways har flugit med Boeing 767 samt Boeing 787.  
TUIfly Nordic har tidigare leasat en Boeing 747-400 från Corsair och även ägt några Boeing 757-200, men dessa är nu borttagna från flottan. 
Som ett sätt att hantera effekterna av Coronapandemin behövde TUI förminskas som företag och som ett led i detta genomfördes många omregistreringar första halvåret 2021 av flygplan från TUI Nordic till TUI Airways i Storbritannien. Alla Boeing 767 har överförts från TUI Nordic. 